# НПО «Высокоточные комплексы»
АО «НПО „Высокоточные комплексы“» — интегрированная структура, образованная в 2009 году с целью консолидации научно-технического потенциала группы предприятий, работающих в области перспективных вооружений, военной и специальной техники, в области высокоточных систем и комплексов вооружения тактической зоны боевых действий.
Входит в состав госкорпорации «Ростех». В составе холдинга 12 предприятий.
Из-за вторжения России на Украину, компания находится под международными санкциями Евросоюза и ряда других стран. Ранее санкции в отношении компании вводила Канада и США.

## Деятельность
Основная сфера деятельности предприятий — разработка, производство, модернизация, ремонт и реализация вооружения, военной и специальной техники по нескольким направлениям:
- оперативно-тактические ракетные комплексы, зенитные ракетные, включая переносные, ракетно-пушечные и ракетно-артиллерийские комплексы ближнего действия и малой дальности для сухопутных войск, военно-воздушных сил и военно-морского флота («Искандер-М», «Панцирь С-1», «Игла-С»);
- противотанковые ракетные комплексы и комплексы штурмового вооружения («Корнет», «Хризантема», «Конкурс» и т. д.);
- комплексы управляемого артиллерийского вооружения («Краснополь», «Китолов»);
- комплексы вооружения бронетанковой техники, боевые отделения легкобронированной техники («Бережок», «Бахча», комплексы активной защиты «Арена», «Дрозд»);
- аппаратура информационного обеспечения и другие образцы ВВСТ.

Деятельность предприятий подчинена достижению в стратегической перспективе следующих целей:
- обеспечение Вооруженных сил РФ высокотехнологичным вооружением;
- увеличение объёмов экспорта, в том числе за счет расширения рынков сбыта и номенклатуры ПВН, поставляемой на экспорт, выполняемых сервисных услуг по послепродажному обслуживанию и работ по модернизации ранее поставленной техники;
- достижение паритета с мировыми лидерами рынка высокоточного оружия тактической зоны по уровню новых разработок;
- обеспечение эффективного функционирования предприятий холдинга;

По объёму доходов АО «НПО «Высокоточные комплексы» входит в пятерку крупнейших холдингов ГК «Ростех», включая «Рособоронэкспорт».

## Санкции
В 2015 году компания внесена в санкционные списки США и Канады.
15 марта 2022 года, на фоне вторжения России на Украину, Евросоюз ввел санкции в отношении «НПО „Высокоточные комплексы“» так как «вооружённые силы России применяли оружие производства Высокоточных комплексов во время незаконного российского вторжения в Украину в 2022 году».
10 марта 2022 года НПО включено в санкционный список Канады «за роль в содействии или поддержке неспровоцированного и неоправданного вторжения президента Путина в Украину».
Также, по аналогичным основаниям, НПО находится в санкционных списках Швейцарии, Японии, Украины и Новой Зеландии.

## Структура
- АО «Конструкторское бюро приборостроения»;
- АО «Сафоновский завод «Гидрометприбор»;
- АО «ЦКБА»;
- АО «НПК «КБМ»;
- АО «ВНИИ «Сигнал»;
- ОО «ВМЗ»;
- ОО «САЗ»;
- АО «ЦНИИАГ»;
- ОАО «КЭМЗ»;
- АО «Серпуховский завод «Металлист»;
- АО СКБ «Турбина»;
- ОАО «Завод им. В. А. Дегтярева»;
- ПАО «Курганмашзавод»;

## Руководство
- ВРИО Генерального директора — Рязанцев Олег Николаевич